# 礼文岳

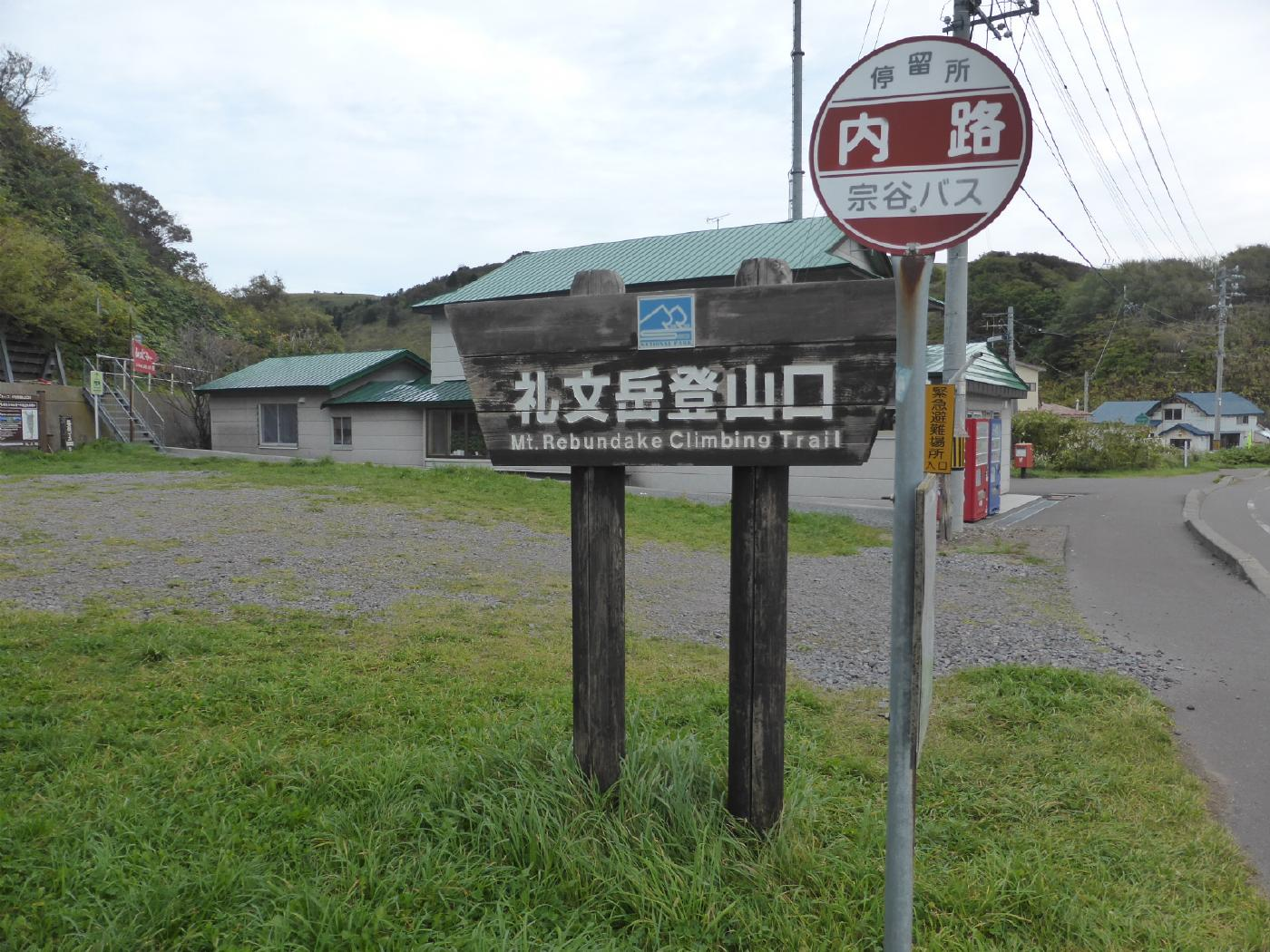
内路バス停にある礼文岳登山口

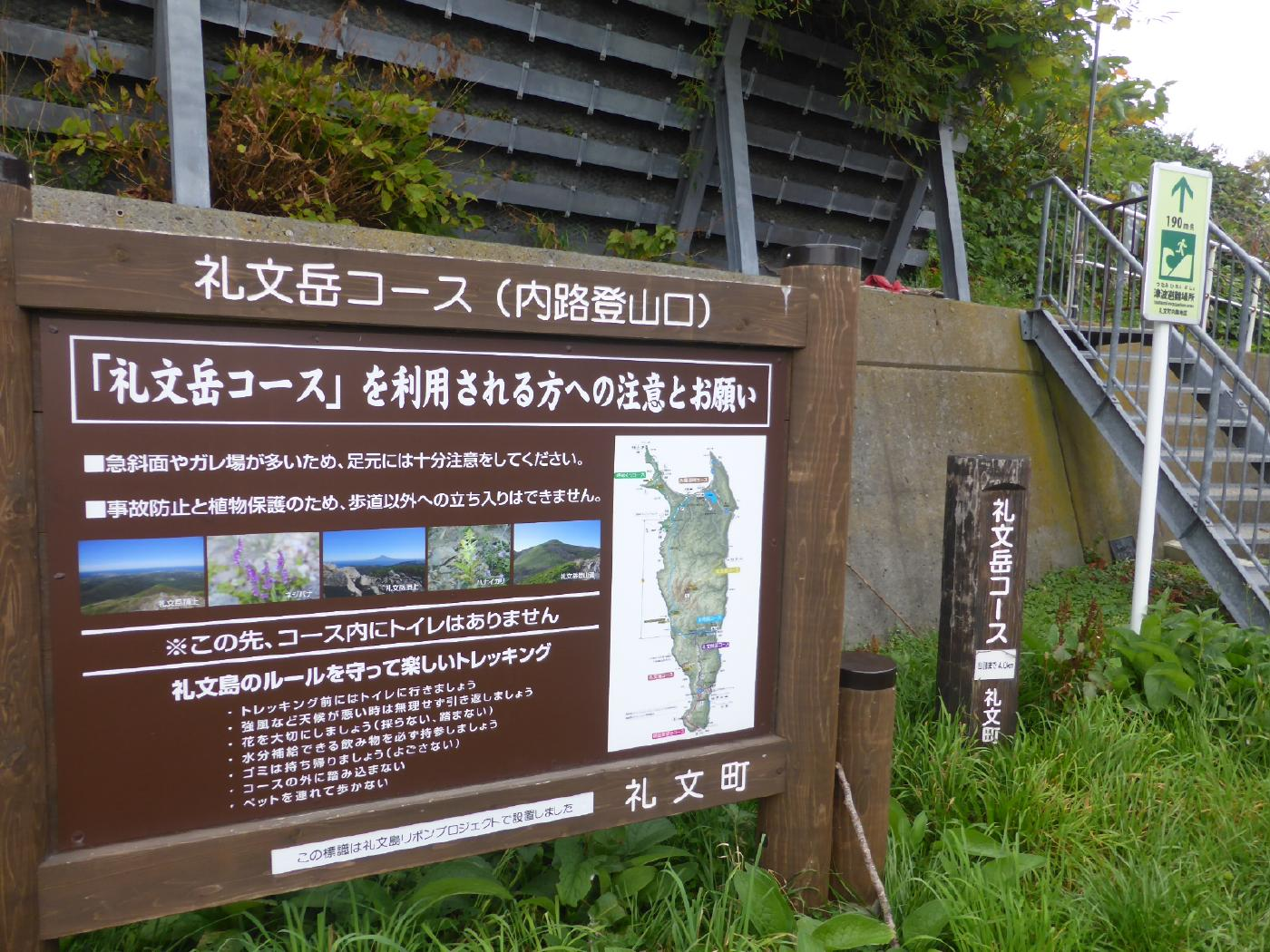
礼文岳登山の注意事項

礼文岳（れぶんだけ）は北海道礼文郡礼文町にある標高490mの山である。花の百名山、新花の百名山、北海道百名山、新日本百名山。

## 概要
礼文島で標高の一番高い山である。森林地帯を抜け、草原地帯、はいまつ原、がれ場を通り、片道約4.5km。往路約2時間、復路約1時間半で登頂できる登山コースとして親しまれている。350メートルで森林限界に達する。ルート上にトイレ、水場は無く飲食物も売っていないので、内路集落で準備を整えておくことが望ましい。
また標高490mにもかかわらず天候が荒れることがあるので安易な気持ちで登攀するのは厳禁である。
晴れた日には、北にはスコトン岬の先に樺太、モネロン島（ロシア）を、南には礼文水道の先に利尻富士、天売島、焼尻島を見ることが出来る。礼文岳は主に中生代の地層で構成されている。

## 植生
チシマザサ、ダケカンバ、トドマツ、ハイマツ、ダケカンバ、チシマザサ、ゴゼンタチバナ、キバナシャクナゲ、チシマワレモコウ、ミヤマキンバイ、マイヅルソウ、ガンコウラン、コケモモ、ホソバウルップソウ、カラフトマンテマなど。1960年代ごろまでは、山頂にキバナシャクナゲやウルップソウが群生していたが、盗掘により絶滅した。

## 交通
バスで香深港発スコトン岬行き、内路下車。20分。車を利用の場合、内路集落に無料駐車場がある。

## 注意
以前は起登臼ルートがあったが現在は閉鎖されており通行は出来ない。
古いガイドブックには、礼文岳山頂から礼文林道（愛とロマンの8時間コース）へ抜ける礼文横断コースが掲載されているものもあるが、現在では完全に廃道になっている。過去には遭難死亡事件もあった。